# Feliz Natal (Mato Grosso)
Feliz Natal (del portugués: Feliz Navidad) es un municipio brasileño del estado de Mato Grosso. Se localiza a una latitud 12º23'10" sur y a una longitud 54º55'11" oeste, situado a una altitud de 370 metros. Su población estimada en 2004 era de 8.704 habitantes. La emancipación del municipio ocurrió en 1995, teniendo su área territorial completamente desmembrada del municipio de Vera.